# Iballë
Iballë is een plaats en voormalige gemeente in de gemeente (bashkia) Fushë-Arrëz in de prefectuur Shkodër in Albanië. Sinds de gemeentelijke herindeling van 2015 doet Iballë dienst als deelgemeente en is het een bestuurseenheid zonder verdere bestuurlijke bevoegdheden. De plaats telde bij de census van 2011 1.129 inwoners.

## Bevolking
In de volkstelling van 2011 telde de (voormalige) gemeente Iballë 1.129 inwoners, een daling ten opzichte van 2.683 inwoners op 1 april 2001.

## Kernen
De voormalige gemeente Iballë bestond uit de volgende dorpen: Iballë, Sapaç, Levosh, Berishë e Vogël, Berishë Vendi, Berishë e Eperme, Shopel en Mërtur.